# マクスウェル分布
マクスウェル分布（マクスウェルぶんぷ、英: Maxwell distribution）とは、熱力学的平衡状態において、気体分子の速度が従う分布関数である。マクスウェル＝ボルツマン分布（英: Maxwell–Boltzmann distribution）と呼ばれることもある。気体分子運動論により導かれたが、より一般化されたボルツマン分布からも導かれる。イギリスの物理学者J.C.マクスウェルが1859年に見いだしたことにちなんで名付けられた。

## 導出
気体分子運動論では、成分を vx, vy, vz とする速度ベクトル v について、x 方向の速度成分 vx の分布は、分子の質量を m、ボルツマン定数を k、絶対温度を T、係数を A として
{\displaystyle A\exp \left(-{\frac {mv_{x}^{2}}{2kT}}\right)}
に従うことが知られており、この式は左右対称なつりがね状の正規分布になる。したがって、係数 A を求めるには vx に関して積分した値が1になれば良いので
{\displaystyle A\int _{-\infty }^{+\infty }\exp \left(-{\frac {mv_{x}^{2}}{2kT}}\right)\mathrm {d} v=2A\int _{0}^{+\infty }\exp \left(-{\frac {mv_{x}^{2}}{2kT}}\right)\mathrm {d} v=1}
より、A = √m / 2πkT となる。したがって、x 方向の速度成分 vx の分布は
{\displaystyle f(v_{x})={\sqrt {\frac {m}{2\pi kT}}}\exp \left(-{\frac {mv_{x}^{2}}{2kT}}\right)}
となる。
また、x, y, z 方向の各速度の分布は互いに独立で、
{\displaystyle f(v_{x},v_{y},v_{z})=f(v_{x})f(v_{y})f(v_{z})}
が成り立つので、方向を指定しない3次元の速さ v の分布は
{\displaystyle f(v)\mathrm {d} v_{x}\mathrm {d} v_{y}\mathrm {d} v_{z}=\left({\frac {m}{2\pi kT}}\right)^{3/2}\exp \left(-{\frac {m\left(v_{x}^{2}+v_{y}^{2}+v_{z}^{2}\right)}{2kT}}\right)\mathrm {d} v_{x}\mathrm {d} v_{y}\mathrm {d} v_{z}}
となる。ここで、dvxdvydvz は半径 v で厚さ dv の球殻の体積に相当するので、4πv2dv となり、またスカラー量である速さ v の大きさは v = √v 2
x  + v 2
y  + v 2
z  なので、マクスウェル分布は
{\displaystyle f(v)\mathrm {d} v=4\pi v^{2}\left({\frac {m}{2\pi kT}}\right)^{3/2}\exp \left(-{\frac {mv^{2}}{2kT}}\right)\mathrm {d} v}
より
{\displaystyle f(v)=4\pi v^{2}\left({\frac {m}{2\pi kT}}\right)^{3/2}\exp \left(-{\frac {mv^{2}}{2kT}}\right)}
となる。
マクスウェル分布は一般化ガンマ分布の一つである。
{\displaystyle f_{\text{Maxwell}}(v;a)=f_{\text{GeneralizedGamma}}(v;{\sqrt {2}}a,3,2)}

### 速度分布

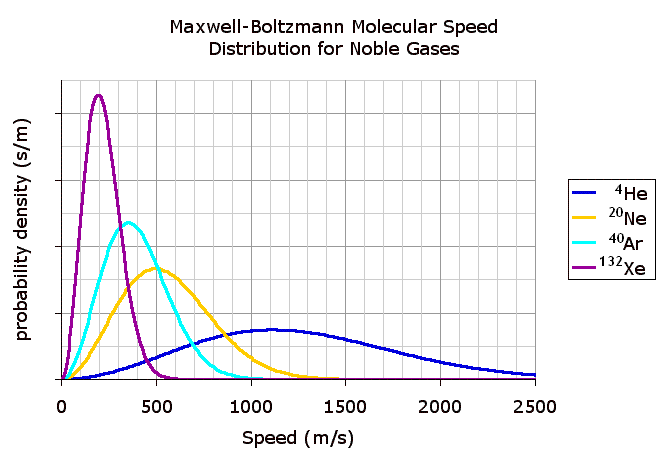
25℃における希ガス中での分子の速さの分布をプロットした図

分子の質量が大きく温度が低いほど分布は密になり、分子の質量が小さく温度が高いほど分布は疎になる。

## 導かれる速度
マクスウェル分布からは3種類の速度が導出される。
まず1つ目の速度が英語で"The most probable speed"と呼ばれる速度で、日本語では「最大確率速度」や「最確速度」などと呼ばれるものであり、記号で vmp と表される。これは、マクスウェル分布の最頻値であり、グラフのピークを求めれば良いので
{\displaystyle {\frac {\mathrm {d} }{\mathrm {d} v}}f(v)=0}
より
{\displaystyle v_{\mathrm {mp} }={\sqrt {\frac {2kT}{m}}}}
となる。
次に求められる速度が平均速度 v である。これはマクスウェル分布の期待値なので
{\displaystyle {\overline {v}}=\langle v\rangle =\int _{0}^{\infty }vf(v)\mathrm {d} v={\sqrt {\frac {8kT}{\pi m}}}={\frac {2}{\sqrt {\pi }}}v_{\mathrm {mp} }}
となる。
最後に求められる速度が根二乗平均速度 vrms である。これはマクスウェル分布のモーメントなので
{\displaystyle v_{\mathrm {rms} }={\sqrt {\langle v^{2}\rangle }}={\sqrt {\int _{0}^{\infty }v^{2}f(v)\mathrm {d} v}}={\sqrt {\frac {3kT}{m}}}={\sqrt {\frac {3}{2}}}v_{\mathrm {mp} }}
となる。
また、これら3つの速度の比は
{\displaystyle v_{\mathrm {mp} }:{\overline {v}}:v_{\mathrm {rms} }=1:{\frac {2}{\sqrt {\pi }}}:{\sqrt {\frac {3}{2}}}=1:1.128:1.225}
と表される。